# 森下純菜
森下 純菜（もりした じゅんな、1975年〈昭和50年〉9月16日 - ）は、日本のアイドル歌手。愛知県名古屋市生まれ。名古屋芸能学院出身。台湾師範大学留学。

## 経歴
アイドルに憧れ、高校生のときに水野あおいの所属事務所に履歴書を送り、面接から2週間後にはクラブチッタ川崎でのアイドルライブに出演する。1994年1月芸能活動開始。1996年4月CDデビュー。現在はフリーランスで活動中。過去の所属事務所はアイドルショット（2003年から2023年頃まで所属。1994年の活動開始から2001年まではアルテミスプロモーション所属）。
1995年頃から2002年頃までは、多くのグラビア誌を飾り、森下純菜写真集はワニブックス・ぶんか社・スコラ他より計5冊を出版した。
2001年に日本での歌手活動を一時休業。単身台湾に渡り、台湾師範大学に留学。中国語の勉強と、台湾の芸能プロダクション「Trust System」と契約して、台湾での芸能活動を行った。帰国後はテレビ朝日「トゥナイト2」の出演など、テレビタレント活動を行ったが、現在は歌手活動に専念している。
2019年には、現役最古参アイドルとしてオリコンニュースに記事が掲載された。また同年6月に放送された日本テレビの「有吉反省会」では、デビューから25年間、うさぎが大好きとウソをついてきたことを反省しに来たとして出演、最古参アイドルとして紹介された。
2022年6月4日にTBSの特番、土曜☆ブレイク「あなたがここの主ですか？」に『アイドルの主』として出演。デビュー26年間の軌跡が同じくTBSで97年に出演した番組「アイドル王」の映像とともに紹介された。

## テレビ出演
- 1994年6月：フジテレビ：「今田耕司のシブヤ系うらりんご」
- 1994年12月：フジテレビ：「天使のU・B・U・G」
- 1996年2月：NTV：「M-STAGE」
- 1996年4月：TBS：「ちょっといいもの」
- 1996年11月：YTV：「BREAK」
- 1997年2月：NTV：「スーパーJOCKEY」
- 1997年2月：CX：「ドキッ！まるごと水着女だらけの水泳大会」
- 1997年4月：グラビアの美少女（MONDO21）
- 1997年2月：NTV：「M-STAGE」
- 1997年4～5月：YTV「BREAK」
- 1997年5月：TBS「アイドル王」
- 1997年6月：NTV「スーパーJOCKEY」
- 1997年8月：CX「スターどっきり大作戦」
- 1997年9～10月：TBS「アイドル王」
- 1997年10月：TX「スターボウリング」
- 1997年11月：TBS「まぶだち」
- 1998年3月：CX「ドキッ！まるごと水着女だらけの水泳大会」
- 1998年4月～：テレビ埼玉「インディーズステーション」レギュラー～99年3月
- 1998年10月：NTV「所的蛇足講座」
- 1999年1月～：ANB「早起きヘルシー」レギュラー～99年 3月
- 1998年7・8月：TX「アルテミッシュNIGHT」
- 2000年3月：TX「出動!ミニスカポリス」
- 2001年9月：ANB「トゥナイト2」
- 2001年10月：NTV「寝ドキッ！！」
- 2019年6月26日：NTV「有吉反省会2時間SP」
- 2019年6月29日：NTV「有吉反省会」
- 2022年6月4日：TBS土曜☆ブレイク「あなたがここの主ですか？」にアイドルの主として出演

## CM出演
- オーディオショップ「グルーバー」（1994年）

## 映画出演
- 1996年12月13日：『コスプレ戦士キューティ・ナイト/帝国屋の逆襲』主演（大映映画）

## ディスコグラフィー
- 1996年4月1日：1stシングル『いちごのしずく』
- 1996年4月1日：1stEPレコード『いちごのしずく』
- 1996年7月21日：2ndシングル『おちゃめなパイナップル』
- 1996年10月21日：3rdシングル『二度目のチェリー・キッス』
- 1997年2月1日：4thシングル『ホワイトピーチの純情』C/W「永遠の勇気」（映画『コスプレ戦士キューティーナイト2』エンディングテーマ）
- 1997年5月25日：1stアルバム『Fruit Parfait』
- 1997年7月21日：5thシングル『太陽のミルクレープ』
- 1997年10月21日：2ndミニアルバム『alternative JUNNA mix』
- 1997年11月21日：6thシングル『Rainbow Sprinkle』
- 1998年2月21日：7thシングル『Teardrop～たったひと粒の涙～』
- 1998年7月21日：3rdアルバム『Splash!』
- 1998年10月5日：8thシングル『Saint Sailing』
- 1998年11月21日：4thミニアルバム『Smile Happy Smile』
- 1999年1月21日：ピクチャーCD『いちごのしずく』
- 1999年2月21日：ピクチャーCD『おちゃめなパイナップル』
- 1999年3月21日：9thシングル『Pains of Love』
- 1999年4月21日：ピクチャーCD『二度目のチェリー・キッス』
- 1999年5月21日：ピクチャーCD『ホワイトピーチの純情』
- 1999年6月21日：10thシングル『Love Potion #107』
- 1999年7月21日：5thアルバム『LOVE POTION』
- 2000年3月15日：11thシングル『REAL MOTION』
- 2000年4月26日：6thベストアルバム『rewind』（徳間ジャパン）
- 2000年9月21日：12thマキシシングルCD『時空のHighway』
- 2003年6月22日：puppy love シングルCD『Wonderland』
- 2003年8月20日：puppy love セカンドシングルCD『love attack』
- 2003年9月15日：puppy love 1st.アルバム『puppy love』
- 2004年1月18日：ベストアルバム『rewind』セカンドプレス版（徳間ジャパン）
- 2004年2月21日：13thシングル『キラキラ』
- 2004年4月1日：14thシングルCD『VERNAL EQUINOX』
- 2004年8月1日：puppy love 2nd.アルバム『PURE FRAGRANCE』
- 2005年5月1日：7thフルアルバム『addiction』
- 2006年5月1日：8thフルアルバム『Dream』
- 2007年7月1日：15thシングルCD『Kiss! Kiss!』
- 2007年9月16日：16thシングルCD『ピンクのリボン』
- 2009年4月1日：9thフルアルバム『Fantasy』
- 2011年8月27日：10thフルアルバム『Future』
- 2013年3月3日：17thシングル『きつく抱きしめて』（apple iTunes Store他メジャー配信16サイトで発売）
- 2013年4月7日：11thフルアルバム『Melody』全国発売（apple iTunes Store他メジャー配信16サイトでも発売）
- 2013年5月5日：18thシングル『魔法(Type-J/Type-M)』（apple iTunes Store他メジャー配信16サイトで発売）
- 2013年5月15日：19thシングル『ふたりmilkyway(Type-J)』（apple iTunes Store他メジャー配信16サイトで発売）
- 2013年7月21日：20thシングル『灼熱ROMANCE』（apple iTunes Store他メジャー配信16サイトで発売）
- 2013年8月31日：21stシングル『秘密主義とアンタレス』（apple iTunes Store他メジャー配信16サイトで発売）
- 2013年9月21日：22ndシングル『ユウヅキヨ』（apple iTunes Store他メジャー配信16サイトで発売）
- 2014年5月1日：12thフルアルバム『Legend』全国発売（apple iTunes Store他メジャー配信16サイトでも発売）
- 2014年9月15日 23rdシングル『瞬・Dreaming Fantasy』（apple iTunes Store他メジャー配信16サイトで発売）
- 2015年2月14日 24thシングル『Speed Criminal』（apple iTunes Store他メジャー配信16サイトで発売）
- 2015年8月30日：puppy love 3rdシングル『Sweety Girl』
- 2015年9月26日 25thシングル『夢時間（Dream Time）』全国発売（apple iTunes Store他メジャー配信16サイトでも発売）
- 2016年5月28日 26thシングル『Finally』全国発売
- 2016年7月18日 25thシングル『夢時間（Dream Time）』（apple iTunes Store他メジャー配信16サイトで発売）
- 2016年7月18日 26thシングル『Finally』（apple iTunes Store他メジャー配信16サイトで発売）
- 2016年9月18日：シングルカセット『Finally』3曲＋3曲カラオケ入りカセットテープ全国発売
- 2017年2月12日：シングルカセット『Shine Star』カラオケ入りカセットテープ全国発売
- 2017年2月14日：シングル『Shine Star』配信（apple iTunes Store他メジャー配信16サイトでも発売）
- 2018年5月1日：13thフルアルバム『Merry-go-round』全国発売
- 2022年9月16日：14thフルアルバム『Supreme』全国発売

## 写真集
- 1996年 7月12日 スコラ『初めての体験。』【伊藤隼也 撮影】
- 1997年 2月22日 バウハウス『聖純』【大山文彦 撮影】
- 1997年 7月 アスペクト『胸キュン・セントポーリア女学院公式ファンブック写真集』【荒木秀明 撮影】
- 1998年 2月25日 ワニブックス『DOLL』【大山文彦 撮影】
- 2000年 3月17日 ぶんか社『金魚』【今村敏彦 撮影】
- 2001年 10月11日 宝島社『ちんかめ』（Smart写真集）【内藤啓介 撮影】
- 2002年 2月14日 コンパス『Junna×晴香』【山岸伸 撮影】
- 2006年 12月11日 宝島社『ちんかめ』（Smart写真集完全版）【内藤啓介 撮影】